# 長久手古戰場車站
長久手古戰場站（日语：／ Nagakute-kosenjō eki */?）是位於愛知縣長久手市横道，為愛知高速交通東部丘陵線（Linimo）之車站。車站編號為L04。

## 車站結構
為擁有1面2線之島式月台之高架車站。
本站於出入口設置2座電梯與站內設置電梯1座以配合無障礙環境。
為了乘客們之安全起見在第1及第2月台，皆設置了可動式月台門。本站平常無站務員配置。

### 月台配置
| 月台 | 路線        | 目的地                      |
| ---- | ----------- | --------------------------- |
| 1    | ■東部丘陵線 | 愛·地球博紀念公園、八草方向 |
| 2    | ■東部丘陵線 | 藤丘方向                    |

## 相鄰車站
愛知高速交通
■東部丘陵線（Linimo）
杁池公園（L03）－長久手古戰場（L04）－藝大通（L05）

## 外部連結
- 長久手古戰場站 （页面存档备份，存于） - 愛知高速交通